# Бијела Стијена
Бијела Стијена је насељено мјесто у Западној Славонији. Припада општини Окучани, у Бродско-посавској жупанији, Република Хрватска.

## Географија
Бијела Стијена се налази око 10 км сјеверно од Окучана.

## Историја
Поред села су остаци средњовјековне тврђаве која је припдала и рашком (српском) деспоту Вуку Бранковићу и његовој жени Барбари. До територијалне реорганизације насеље се налазило у саставу бивше општине Нова Градишка. Бијела Стијена се од распада Југославије до маја 1995. године налазила у Републици Српској Крајини.

## Становништво
Према попису становништва из 2011. године, насеље Бијела Стијена је имало 30 становника.
| Националност       | 2001. | 1991. | 1981. | 1971. | 1961. |
| Хрвати             | 52    | 29    | 63    | 129   | 138   |
| Срби               | 1     | 11    | 6     | 14    | 34    |
| Југословени        | —     | 9     | 6     | 3     |       |
| остали и непознато |       | 1     |       | 1     |       |
| Укупно             | 53    | 50    | 75    | 147   | 172   |

| Демографија | Демографија | Демографија |
| Година      | Становника  | Становника  |
| ----------- | ----------- | ----------- |
| 1961.       | 172         |             |
| 1971.       | 147         |             |
| 1981.       | 75          |             |
| 1991.       | 50          |             |
| 2001.       | 53          |             |
| 2011.       |             | 30          |